# Первая пятилетка
Первая пятилетка — первый пятилетний план развития народного хозяйства СССР.
План развития народного хозяйства Советского Союза был принят в 1928 году на пятилетний период с 1928 года по 1932 год, а выполнен за четыре года и три месяца. На XVI конференции ВКП(б) (апрель 1929 года) было заявлено о первом пятилетнем плане как о комплексе тщательно продуманных и реальных задач. По утверждению советской пропаганды, по итогу выполнения плана «СССР из аграрной страны превратился в индустриальную страну».

## Предыстория
До 1928 года СССР проводил относительно либеральную «Новую экономическую политику» (НЭП). В то время как сельское хозяйство, розничная торговля, сфера услуг, пищевая и лёгкая промышленность находились в основном в частных руках, государство сохраняло контроль над тяжёлой промышленностью, транспортом, банками, оптовой и международной торговлей. Государственные предприятия конкурировали друг с другом, роль Госплана СССР ограничивалась прогнозами, которые определяли направления и размер государственных инвестиций.
Согласно официальной пропаганде, с внешнеполитической точки зрения страна находилась во враждебном окружении. По мнению руководства ВКП(б), существовала высокая вероятность новой войны с капиталистическими государствами, что требовало основательного перевооружения. Однако, немедленно начать такое перевооружение было невозможно в силу отсталости тяжёлой промышленности.
В то же время существующие темпы индустриализации казались недостаточными, поскольку отставание от западных стран, в которых также был экономический подъём, увеличивалось. Серьёзной проблемой был рост безработицы в городах. Правительство также считало, что одним из факторов, сдерживающих развитие промышленности в городах, был недостаток продовольствия вследствие невозможности обеспечения города хлебом мелкими крестьянскими хозяйствами.
Эти проблемы партийное руководство намеревалось решать путём планового перераспределения ресурсов между деревней и городами, в соответствии с концепцией социализма, о чём было заявлено на XIV съезде ВКП(б) и III Всесоюзном съезде Советов в 1925 году. Выбор конкретной реализации центрального планирования бурно обсуждался в 1926—1928 годах. Сторонники генетического подхода (В. Базаров, В. Громан, Н. Кондратьев) полагали, что план должен составляться на основе объективных закономерностей развития экономики, выявленных в результате анализа существующих тенденций. Приверженцы телеологического подхода (Г. Кржижановский, В. Куйбышев, С. Струмилин) считали, что план должен трансформировать экономику и исходить из будущих структурных изменений, возможностей выпуска продукции и жёсткой дисциплины. Среди партийных функционеров, первых поддерживал сторонник эволюционного пути к социализму Н. Бухарин, а последних Л. Троцкий, который настаивал на немедленной индустриализации. Генеральный секретарь ЦК ВКП(б) И. Сталин поначалу стоял на точке зрения Бухарина, однако после исключения Троцкого из ЦК партии в конце 1927 года поменял свою позицию на диаметрально противоположную. Это привело к решающей победе телеологической школы и радикальному повороту от НЭПа.
Выступая в ЦК 19 ноября 1928 года, Сталин сравнит предстоящую трансформацию страны в годы первой пятилетки с петровскими преобразованиями.

## Первый пятилетний план
Главной задачей провозглашённой плановой экономики было наращивание экономической и военной мощи государства максимально высокими темпами. На начальном этапе это достигалось перераспределением максимально возможного объёма ресурсов на нужды индустриализации. На XVI конференции ВКП(б) (апрель 1929 года) было заявлено о первом пятилетнем плане (1 октября 1928 — 1 октября 1933) как о комплексе тщательно продуманных и реальных задач. Этот план, сразу после его утверждения V съездом Советов СССР в мае 1929 года, дал основания для проведения государством целого ряда мер экономического, политического, организационного и идеологического характера, что возвысило индустриализацию в статус концепции, эпоху «великого перелома». Стране предстояло развернуть создание новых отраслей промышленности, увеличить производство всех видов продукции и приступить к выпуску новой техники.
С целью реализации намеченных планов советское правительство вынуждено было обратиться к помощи зарубежных специалистов. При содействии акционерного общества «Амторг», выбор правительства остановился на американской фирме «Albert Kahn Inc.» Альберта Кана. На заводах Форда его компания доказала возможность быстрого проектирования и возведения промышленных предприятий: на подготовку рабочих чертежей уходила неделя, а корпуса промышленных предприятий возводились за четыре месяцев. С 1929 по 1932 год американская фирма спроектировала и организовала строительство в СССР более 500 промышленных объектов: тракторные заводы в Сталинграде, Челябинске, Харькове; автомобильные заводы в Москве, Нижнем Новгороде; механические цеха в Челябинске, Люберцах, Подольске, Сталинграде, Свердловске; сталелитейные цеха и прокатные станы в Каменском, Коломне, Кузнецке, Магнитогорске, Нижнем Тагиле, Верхнем Тагиле, Сормове и др. В 1932 году, однако, деятельность Альберта Кана в Советском Союзе была прекращена, контракт с фирмой «Albert Kahn Inc.» не был продлён.
В СССР разразился катастрофический голод. Несмотря на массовый голод и гибель миллионов людей, правительство Сталина продолжало экспортно-импортные операции с капиталистическими странами, в том числе с Германией. Немецкие фирмы осуществляли кредитование СССР под гарантии германского правительства, а СССР как заказчик размещал выделенные средства в Германии:
 Общая стоимость советских заказов, размещённых в Германии в 1931 году, достигла рекордной суммы 919,2 миллиона марок… Так, например, в первой половине 1932 года СССР закупил 50 % чугуна и стали, экспортировавшихся Германией, 60 % всего землеройного оборудования и динамомашин, 70 % всех металлообрабатывающих машин, 80 % кранов и листового металла, 90 % всех паровых, газовых турбин и паровых кузнечно-прессовых машин. 
С целью осуществления дальнейшего кредитования деловым кругам требовалось прояснить ситуацию с использованием поставленного в Россию дорогостоящего промышленного оборудования, а также убедиться в «оглушительных заявлениях об успехах в индустриализации». Совместно с НКИД была сформирована информационная группа, которая со второй половины августа по конец октября 1932 года посетила предприятия Москвы, Саратова, Сталинграда, Ростова-на-Дону, Северного Кавказа, Баку, Тифлиса, Батума, Крыма, Харькова, Магнитогорска, Челябинска, Свердловска, Новосибирска, Новокузнецка.
Было установлено следующее:
- Грандиозный масштаб предприятий и смелость их планирования.
- Брошенного оборудования выявлено не было. Напротив, молодые и неопытные советские техники показывали удивительное умение и изобретательность в сборке промышленного оборудования с помощью самых примитивных средств.
- Очень быстрый износ станков и промышленных зданий. Всего одного года хватило, чтобы износить дорогостоящие станки, произведённые в США и Германии, «до такой степени, до какой их вряд ли довели бы десять — пятнадцать лет эксплуатации» на Западе. В связи с этим необходимо учитывать «гораздо более высокую степень амортизации, чем обычно принято на Западе».
- Запредельные требования, предъявляемые к способности людей страдать и обходиться без необходимого. Жестокость сталинской коллективизации способствовала тому, что недостатка в рабочей силе не ощущалось.

Заводским рабочим, мужчинам и женщинам, которые хотели найти жильё вокруг Сталинграда, Магнитогорска или Новокузнецка, приходилось жить в землянках, которые они выкапывали в окрестных холмах. Если люди могли существовать и выполнять полезную работу в таких жилищных условиях и при огромной нехватке продовольствия и товаров первой необходимости, это можно объяснить общеизвестным фактом, что русский народ не привык к чему-то другому, кроме страданий и лишений.
- Индустриализация производилась с огромными затратами капитала и энергии всех участников. Поэтому невольно возникал вопрос: «Как долго смогут русские люди выдерживать такое давление?».

Используя средства массовой информации, руководство СССР призывало к массовой мобилизации населения в поддержку индустриализации. С огромным энтузиазмом воспринимали эти призывы молодые люди, комсомольцы. Миллионы людей самоотверженно, почти вручную, строили сотни заводов, электростанций, прокладывали железные дороги, метро. Часто приходилось работать в три смены. В 1930 году было развёрнуто строительство около 1500 объектов, из которых 50 поглощали почти половину всех капиталовложений. Был воздвигнут ряд гигантских транспортных и промышленных сооружений: Турксиб, ДнепроГЭС, металлургические заводы в Магнитогорске, Липецке и Челябинске, Новокузнецке, Норильске а также Уралмаш, тракторные заводы в Сталинграде, Челябинске, Харькове, Уралвагонзавод, ГАЗ, ЗИС (современный ЗИЛ) и др.
Особое внимание уделялось индустриализации сельского хозяйства. Благодаря развитию отечественного тракторостроения, в 1932 году СССР отказался от ввоза тракторов из-за границы, а в 1934 году Кировский завод в Ленинграде приступил к выпуску пропашного трактора «Универсал», который стал первым отечественным трактором, экспортируемым за границу. За десять предвоенных лет было выпущено около 700 тыс. тракторов, что составило 40 % мирового производства.
Известные компании, такие как Siemens-Schuckertwerke AG и General Electric, привлекались к работам и осуществляли поставки современного оборудования. В США было объявлено о наличии в Советской России около 12 тыс. вакантных рабочих мест: «Интеллектуалы, работники социальных служб, мужчины и женщины, имеющие специальность, от чистого сердца приглашаются в Россию… страну, в которой проводится величайший в мире эксперимент…» (сморите также статью Иностранные рабочие в СССР (1929—1939)).
В срочном порядке создавалась отечественная система высшего инженерно-технического образования. В 1930 году в СССР было введено всеобщее начальное образование, а в городах обязательное семилетнее.
В 1930 году, выступая на XVI съезде ВКП(б), Сталин признал, что индустриальный прорыв возможен лишь при построении «социализма в одной стране», и потребовал многократного увеличения заданий пятилетки, утверждая, что по целому ряду показателей план может быть перевыполнен.
Поскольку капиталовложения в тяжёлую индустрию почти сразу превысили ранее запланированную сумму и продолжали расти, была резко увеличена денежная эмиссия (печать бумажных денег), и в течение всей первой пятилетки рост денежной массы в обращении более чем в два раза опережал рост производства предметов потребления, что привело к росту цен и дефициту потребительских товаров.
Параллельно государство перешло к централизованному распределению принадлежащих ему средств производства и предметов потребления, осуществлялись внедрение командно-административных методов управления и национализация частной собственности. Возникла политическая система, основанная на руководящей роли ВКП(б), государственной собственности на средства производства и минимуме частной инициативы.
Первая пятилетка была связана со стремительной урбанизацией. Городская рабочая сила увеличилась на 12,5 миллионов человек, из которых 8,5 миллионов было из деревень. Процесс урбанизации продолжался в течение нескольких десятилетий, так что в начале 1960-х годов численность городского и сельского населения сравнялись.
Была введена пятидневная рабочая неделя («пятидневка»).
В конце 1932 года было объявлено об успешном и досрочном выполнении первой пятилетки за четыре года и три месяца. Подводя её итоги, Сталин сообщил, что тяжёлая индустрия выполнила план на 108 %. За период между 1 октября 1928 года и 1 января 1933 года производственные основные фонды тяжёлой промышленности увеличились в 2,7 раза.
В 1947 году Сталин на заседании Политбюро ЦК ВКП(б) упомянул, что план первой пятилетки не был выполнен.
| Продукция                       | 1928 год | 1932 год | 1932 к 1928 (%) |
| ------------------------------- | -------- | -------- | --------------- |
| Чугун, млн т.                   | 3,3      | 6,2      | 188 %           |
| Сталь, млн т.                   | 4,3      | 5,9      | 137 %           |
| Прокат чёрных металлов, млн т.  | 3,4      | 4,4      | 129 %           |
| Уголь, млн т.                   | 35,5     | 64,4     | 181 %           |
| Нефть, млн т.                   | 11,6     | 21,4     | 184 %           |
| Электроэнергия, млрд кВт·ч      | 5,0      | 13,5     | 270 %           |
| Бумага, тыс. т.                 | 284      | 471      | 166 %           |
| Цемент, млн т.                  | 1,8      | 3,5      | 194 %           |
| Сахарный песок, тыс. т.         | 1283     | 1828     | 142 %           |
| Станки металлорежущие, тыс. шт. | 2,0      | 19,7     | 985 %           |
| Автомобили, тыс. шт.            | 0,8      | 23,9     | 2987,5 %        |
| Обувь кожаная, млн пар          | 58,0     | 86,9     | 150 %           |

На созданной индустриальной базе стало возможным проведение масштабного перевооружения; за время первой пятилетки оборонные расходы выросли до 10,8 % бюджета.

### Транспортная инфраструктура
За первую пятилетку (1928—1932) было запланировано построить 360 тысяч км новых шоссейных дорог и отремонтировать 1.3 млн км грунтовых, однако выполнить этот план не удалось из-за недостатка ресурсов: не хватало не только денег и техники, но и квалифицированных специалистов-дорожников. Тем не менее, удалось в этот период привести в порядок 102 тысячи 100 км дорог. Были сданы в эксплуатацию Чуйский тракт (598 км), Усинский тракт (345 км), Амуро-Якутская железнодорожная магистраль (869 км) и некоторые другие важнейшие для освоения Сибири и Дальнего Востока дороги. При этом 88,8 % дорог в России оставались без твёрдого покрытия. В строительство дорог страна вложила 1 миллиард 342,5 млн рублей.
К началу первой пятилетки в 1928 г. покрытые одеждой дороги СССР составляли сеть в 32 тыс. км, кроме того грунтовые улучшенные дороги — 9 тыс. км. За первую пятилетку построено новых дорог протяжением 93 тыс. км, из них около 12 тыс. км покрытых одеждой
В 1931 году было организовано первое в СССР производство битумных эмульсий. Механизация дорожных работ позволила шире применять местные материалы (гравийные смеси, опоки, известь, ракушечник).
С 1931 года на заводах Дормаштреста начался выпуск специализированной дорожной техники: самоходных катков, камнедробилок, навесного оборудования для сезонных дорожных работ. В том же году разработаны первые в СССР обязательные технические условия для строительства дорог, в которых все они были подразделены по грузонапряженности и типу дорожной одежды на три типа: грунтовые, мощёные и шоссейные. В это время по дорогам еще предусматривается движение гужевого транспорта, так как в ведении Союзтранса находилось 6 тысяч автомобилей и 22 тысячи лошадей.
В 1932 году в Москве был пущен в эксплуатацию первый завод по производству холодных асфальтобетонных смесей, который уже в первый год выпустил 1500 тонн продукции.

## Украинская ССР
Украинская ССР получила более 20 % общих капиталовложений. Среди промышленных объектов СССР выделялись 35 производственных гигантов стоимостью более 100 млн руб. каждый. Из них на Украине размещалось 12 объектов — 7 новостроек и 5 реконструированных. К новостройкам принадлежали: Запорожсталь, Криворожсталь, Азовсталь, ДнепроГЭС, ХТЗ и др.

## Первая пятилетка в искусстве
- Золотой телёнок (роман)
- Весна двадцать девятого